# Lech de Racibórz
Lech de Ratibor (polonais : Leszek raciborski) (né vers 1290/1292 – † 1336) est duc de Ratibor à partir de 1306 et duc de Koźle de 1334 jusqu'à sa mort.

## Biographie
Lech est l'ainé des enfants et le seul fils du duc Przemyslaw de Racibórz et de son épouse Anne de Mazovie, fille du duc Conrad II de Mazovie.
À la mort de son père en 1306, Lech lui succède dans le duché de Ratibor; mais du fait de son très jeune âge il est placé sous la régence de son oncle Mieszko Ier de Cieszyn jusqu'en 1308. À cette époque l'implantation de l'ordre des Frères prêcheurs est favorisée avec l'autorisation qui leur est donné de poursuivre la construction du monastère de Wodzisław, un évènement qui est célébré par le Chapitre de l'Ordre par des prières à l'intention du duc de Ratibor en remerciement des facilités qu'il a accordé aux Dominicains.
Le 19 février 1327, avec les autres dynastes silésiens, Lech rend l'Hommage féodal au roi de Bohême Jean de Luxembourg à Opava. Le 21 février 1334 Lech accroit ses possessions en faisant l'acquisition du duché de Koźle pour la somme de 4.000 pièces d'argent à son cousin le duc Ladislas de Bytom, avec la condition que s'il mourrait sans héritier, Koźle ferrait retour au duché de Bytom. Lech meurt en 1336 et il est inhumé dans le monastère des Dominicains de Ratibor.

## Union et succession
En 1332, Lech épouse Agnès (né vers 1313/1321 – † 6/7 juillet 1362), fille du duc Henri IV le Fidèle de Głogów-Żagań. Leur union demeure stérile. Après sa mort, du fait d'une décision arbitraire du roi Jean Ier de Bohême et malgré la très forte opposition des autres ducs Piast de Haute-Silésie qui étaient ses parents les plus proches en ligne masculine, le duché de Ratibor est attribué au duc Nicolas II d'Opava, issu de la dynastie des Přemyslides, du droit de son épouse Anne de Ratibor, sœur ainée de Lech. Koźle revient comme prévu au duc Ladislas de Bytom après le paiement d'une compensation financière à Euphémie de Ratibor la sœur cadette de Lech.

## Sources
- (en) Cet article est partiellement ou en totalité issu de l’article de Wikipédia en anglais intitulé « Leszek of Racibórz » (voir la liste des auteurs), édition du 6 septembre 2014.
- (en) & (de) Peter Truhart, Regents of Nations, K. G Saur Münich, 1984-1988 (ISBN 359810491X), Art. « Ratibor (Raciborz), Teschen (Cieszyn), Auschwitz (Oswiecim) », p.  2.651.
- (de) Europaïsche Stammtafeln Vittorio Klostermann, Gmbh, Francfort-sur-le-Main, 2004  (ISBN 3465032926), Die Herzoge von Oppeln bis 1313, von Beuthen und Kosel †1334/1335 des Stammes der Piasten Volume III Tafel 15.